# Nannfeldtia
Nannfeldtia är ett släkte av svampar. Enligt Catalogue of Life ingår Nannfeldtia i familjen Leptopeltidaceae, ordningen Microthyriales, klassen Dothideomycetes, divisionen sporsäcksvampar och riket svampar, men enligt Dyntaxa är tillhörigheten istället familjen Leptopeltidaceae, klassen Dothideomycetes, divisionen sporsäcksvampar och riket svampar.
|             | Leptopeltis                        |
|             |                                    |
|             | Ronnigeria                         |
|             |                                    |
| Nannfeldtia | \| \| Nannfeldtia atra \| \| \| \| |
|             | \| \| Nannfeldtia atra \| \| \| \| |
|             | Leptopeltopsis                     |
|             |                                    |
|             | Dothiopeltis                       |
|             |                                    |
|             | Staibia                            |
|             |                                    |
|             | Phacidina                          |
|             |                                    |
|             | Nannfeldtia atra                   |
|             |                                    |

|  | Nannfeldtia atra |
|  |                  |